# Hawker Siddeley P.1154
Hawker Siddeley P.1154 – planowany brytyjski naddźwiękowy samolot o własnościach V/STOL (pionowego/skróconego startu i lądowania).

## Historia
Samolot miał spełnić wymagania zarówno Royal Air Force (jako następca Hawker Hunter) jak i Fleet Air Arm (zastępując de Havilland Sea Vixen). Maszyna miała być napędzana za pomocą silnika Bristol BS100, który miał zapewnić prędkość do 1,7 Macha (1,13 Macha na poziomie morza). Brytyjska marynarka straciła zainteresowanie P.1154 już w 1963 roku. Po dojściu w 1964 roku do władzy Partii Pracy, w 1965 roku zawieszono projekt P.1154 (zamknięto również programy TSR-2 i Whitworth Gloster 681). Zamiast tego rozwinięto program P.1127 (z którego powstał Harrier) i zakupiono myśliwce F-4 Phantom II.